# Svanshals församling
Svanshals församling var en församling i Linköpings stift inom Svenska kyrkan i Ödeshögs kommun. Församlingen uppgick 2006 i Ödeshögs församling.
Församlingskyrka var Svanshals kyrka
Folkmängd 2003 var 247 invånare.

## Administrativ historik
Församlingen har medeltida ursprung.
Församlingen var till 1962 moderförsamling i pastoratet Svanshals och Kumla. Från 1962 var den annexförsamling i pastoratet Rök, Heda, Västra Tollstad, Trehörna och Svanshals. Från 1998 till 2006 var församlingen annexförsamling i Ödeshög, Stora Åby, Rök, Heda, Västra Tollstad, Trehörna och Svanshals. Församlingen uppgick 2006 i Ödeshögs församling. Församlingen tillhörde till 31 maj 1940 Lysings kontrakt, från 1 juni 1940 Dals och Lysings kontrakt, från 1962 Göstrings och Lysings kontrakt och från 1997 till dess församlingen uppgick i Ödeshög 2006 Folkungabygdens kontrakt.
Församlingskod var 050903.

## Kyrkoherdar
| Ämbetstid | Namn                               | Levnadstid | Övrigt                                                                  |
| --------- | ---------------------------------- | ---------- | ----------------------------------------------------------------------- |
| 1313      | Laurentius                         |            | Curatus.                                                                |
| 1326      | Wighlacus                          |            | Curatus.                                                                |
| 1521–1525 | Petrus Olavi                       | –1525      | Curatus.                                                                |
| 1527–1548 | Magnus Esberni                     | –1548      | Curatus.                                                                |
| 1549–1585 | Sveno Haqvini                      | –1585      |                                                                         |
| 1586–1587 | Nicolaus Petri                     | –1587      |                                                                         |
| 1588–1596 | Petrus Benedicti                   | –1600      | Lämnade tjänsten 1596.                                                  |
| 1596-1615 | Enoch Haquini Cringelius           | 1559-1632  | Kyrkoherde och kontraktsprost. Senare kyrkoherde i Vadstena församling. |
| 1615–1631 | Joannes Erici                      | 1574–1650  | Senare kyrkoherde i Skärkinds församling.                               |
| 1632–1639 | Andreas Erici Boræus (Nordanväder) | 1590–1639  | Prost.                                                                  |
| 1641–1670 | Magnus Petri (Ostrogothus)         | 1594–1670  |                                                                         |
| 1671–1679 | Ericus Hemmingius                  | 1629–1679  | Prost.                                                                  |
| 1680–1693 | Johannes Svenonis Norbergius       | 1637–1693  |                                                                         |
| 1693–1706 | Matthias Svenonis Norbergius       | 1653–1706  |                                                                         |
| 1707–1707 | Joannes Nicolai Wesselius          | 1666–1707  |                                                                         |
| 1707–1713 | Nicolaus Nicolai Stenhammar        | 1667–1713  |                                                                         |
| 1714–1719 | Johannes Emundi Wettrenius         | 1685–1719  |                                                                         |
| 1721–1767 | Sven Thollander                    | 1686–1767  | Prost och kontraktsprost.                                               |
| 1769–1782 | Carl Johan Blohm                   | 1716–1782  | Prost och kontraktsprost.                                               |
| 1784–1803 | Lars Magnus Kinnander              | 1742–1832  | Senare kyrkoherde i Vadstena församling.                                |
| 1803–1832 | Pehr Anders Palmær                 | 1761–1832  | Prost och kontraktsprost.                                               |
| 1834–1868 | Lars Magnus Kinnander              | 1794–1868  | Prost och kontraktsprost.                                               |
| 1871–1890 | Adolf Fredrik Ölander              | 1820–1890  | Kontraktsprost.                                                         |
| 1893–1912 | Johan August Flygare               | 1852–1912  |                                                                         |
| 1914–1934 | Karl Wasén                         | 1856–1944  | Kontraktsprost.                                                         |
| 1935–1961 | Karl Torsten Arvid Eliason         |            |                                                                         |

## Klockare och organister[6]

### Klockare
| Ämbetstid | Namn              | Levnadstid | Kommentarer |
| --------- | ----------------- | ---------- | ----------- |
| 1658      | Mats Larsson      |            | Klockare    |
| 1659      | Mats              |            | Klockare    |
| 1660      | Måns              |            | Klockare    |
| 1661      | Mats Larsson      |            | Klockare    |
| 1662      | Måns Larsson      |            | Klockare    |
| 1663–1664 | Mattis Larsson    |            | Klockare    |
| 1683      | Hans              | –1709      | Klockare    |
| 1683–1722 | Erik Andersson    | 1636–1732  | Klockare    |
|           | Segerholm         |            | Klockare    |
| 1733      | Mattias Bengtsson |            | Klockare    |
| 1742–1772 | Jöns Lindmark     | 1702–1772  | Klockare    |

### Organister
| Ämbetstid | Namn          | Levnadstid | Kommentarer |
| --------- | ------------- | ---------- | ----------- |
| 1650      | Nils          |            | Organist    |
| –1685     | Mårten        |            | Organist    |
| 1685–1726 | Håkan Nilsson | 1660–1727  | Organist    |
| 1726–1774 | Adam Pilstedt | 1711–1774  | Organist    |
| 1774–1776 | Lars Berggren | 1745–1793  | Organist    |

### Organister och klockare
Tjänsterna sattes samman år 1780.
| Ämbetstid | Namn                    | Levnadstid | Kommentarer               |
| --------- | ----------------------- | ---------- | ------------------------- |
| 1772–1810 | Carl Rundgren           | 1751–1810  | Klockare, organist (1780) |
| 1812–1818 | Nils Östling            | 1789–      | Klockare, organist        |
| –1844     | Johan Ölander           | 1797–1844  | Klockare, organist        |
| –1878     | Anders August Andersohn | 1822–1896  | Klockare, organist        |
| 1879–1903 | Anders Teodor Nylén     | 1845–1925  | Klockare, organist        |
| 1904–1909 | David Emanuel Ståhlberg | 1881–      | Klockare, organist        |
| –1924     | Nils Gustafsson         | 1865–      | Organist                  |
| 1925–     | Fritz Palmqvist         | 1897–1976  |                           |